# Аристобул Халкидский
Аристобул V Халкидский (др.-греч.: Ἀριστόβουλος) был сыном Ирода Халкидского и его первой жены Мариамны. Ирод Халкидский, правитель Халкиды в Итурее, был внуком Ирода Великого по линии своего отца, Аристобула IV. Мариамна была внучкой Ирода Великого по материнской линии, от Олимпиады; следовательно, Аристобул был правнуком Ирода Великого по обеим линиям.

## Биография
Аристобул женился на своей двоюродной сестре Саломее после смерти её первого мужа, Филиппа Тетрарха. У них с Саломеей было трое сыновей: Ирод, Агриппа и Аристобул. Были найдены три монеты с их портретами.
Аристобул не стал прямым преемником своего отца на посту правителя Халкиды. После смерти отца в 48 году нашей эры император Клавдий передал царство двоюродному брату Аристобула, Ироду Агриппе II, но только в качестве тетрархии. В 53 году н. э. Агриппа II был вынужден отказаться от власти над Халкидской тетрархией, но ему был присвоен титул царя и право управлять территориями, которыми ранее правили Филипп Тетрарх (также известный как Ирод Филипп II) и Лисаний. Впоследствии, в 57 году нашей эры, Аристобул получил тетрархию Халкиды. Он правил Халкидой до 92 года нашей эры, когда, судя по монетам, эта территория стала частью римской провинции Сирия.
Его отождествляют с Аристобулом, назначенным Нероном царём Малой Армении в 55 году н. э., который участвовал со своими войсками в римско-парфянской войне 58-63 гг., получив взамен небольшую часть Великой Армении. Этот Аристобул был изгнан из Малой Армении в 72 году н. э., но считается, что именно он был тем «Аристобулом из Халкидики», который поддержал Луция Цезенния Пета, проконсула Сирии, в войне против Антиоха из Коммагены в 73 году н. э. и в результате получил в качестве компенсации новое царство, «вероятно, Халкиду у Белума» (современный Киннасрин, на севере Сирии. Если предположить, что все эти Аристобулы были одним и тем же человеком, то получается, что он в разное время был правителем Итуреанской Халкиды, Малой Армении и Халкиды у Белума.